# Vild tulipan
Vild tulipan (Tulipa sylvestris) eller skovtulipan er en 20-40 cm høj urt i lilje-familien, der i Danmark findes forvildet i parker og nær bebyggelse. Den blomstrer i maj-juni med ca. 5 centimeter lange, gule blomster.
I skygge dannes der ingen blomster, mens planten breder sig tæppeagtigt via jordstængler. Både nektar og pollen er meget værdsat af bier og andre tidligt flyvende insekter. Blomsterne holder godt som afskårne og duften er let og elegant (hvis man synes om tulipanduft).

## Beskrivelse
Vild tulipan er en flerårig, urteagtig plante, der danner løg som overvintringsorgan. Almindeligvis dannes der tre-fire, grundstillede blade. De er hele, linjeformede til lancetformede med langt udløbende spids og hel bladrand. Begge bladsider er lyst grågrønne.
Blomstringen sker i maj-juni, hvor man finder den enlige blomst (eller sjældnere: et par blomster) siddende endestillet på en hårløs stængel. Blomsten er regelmæssig, 3-tallig og tulipanformet med 6 gule blosterblade, der er fra 4 til 5,5 cm lange. Frugten er en trerummet, aflang kapsel med mange, flade frø.
Rodnettet består af løg, jordstængler og trævlede rødder.
Højde x bredde og årlig tilvækst: 0,40 x 0,25 m (40 x 25 cm/år).

## Voksested
Vild tulipan er naturligt udbredt i Middelhavsområdet med tyngdepunktet i Tyrkiet, Grækenland og på Sicilien. Senere er den spredt og naturaliseret fra dyrkning over store dele af Europa. Den findes voksende enkelte steder i Danmark, hvor den er forvildet fra have og park. Arten foretrækker lysåbne voksesteder i krat, langs skovbryn og hække og i vinmarker, hvor jorden er leret og kalkrig.
I nationalparken Paklenica, som ligger i Velebit-bjergkæden nær ved kystbyen Starigrad, Kroatien, findes arten i et karstområde sammen med bl.a. alm. perlehyacint, alpedafne, alpekugleblomst, alpetorskemund, Aquilegia kitaibelii (en endemisk art af akeleje), Arenaria orbicularis (en art af markarve), Campanula waldsteiniana (en art af klokke), dværgklokke og nedliggende negleurt
| Portal | Portal:Botanik |

## Note
1. ↑  Franje Tuđmana: National Park Paklenica Arkiveret 11. februar 2010 hos  Wayback Machine (engelsk)